# هرمان ليندمان
هرمان ليندمان (بالألمانية: Hermann Lindemann)‏ (29 أكتوبر 1910 في ألمانيا - 23 يوليو 2002) هو مدرب كرة قدم ولاعب كرة قدم ألماني في مركز الدفاع. لعب مع آينتراخت فرانكفورت وإف إس في فرانكفورت وكيكرز أوفنباخ ولوكوموتيف لايبزيغ وVfL Germania 1894 ‏.

## وصلات خارجية
- هرمان ليندمان على موقع قاعدة بيانات كرة القدم.إي يو (الإنجليزية)
- هرمان ليندمان على موقع عالم كرة القدم.نت (الإنجليزية)